# Olympische Sommerspiele 1988/Teilnehmer (Bahrain)
| Gelbes Symbol für Goldmedaillen mit stilisierten Olympischen Ringen | Graues Symbol für Silbermedaillen mit stilisierten Olympischen Ringen | Braundes Symbol für Bronzemedaillen mit stilisierten Olympischen Ringen |
| ------------------------------------------------------------------- | --------------------------------------------------------------------- | ----------------------------------------------------------------------- |
| —                                                                   | —                                                                     | —                                                                       |

Bahrain nahm bei den Olympischen Spielen 1988 in Seoul zum zweiten Mal an Olympischen Sommerspielen teil. Das Land war mit sieben Athleten vertreten.

## Teilnehmer nach Sportart

### Fechten
- Khalifa Khamis
Männer, Degen Mannschaft: 16. Platz
- Ahmed al-Doseri
Männer, Degen Einzel: 69. Platz
Männer, Degen Mannschaft: 16. Platz
- Saleh Sultan Faraj
Männer, Degen Einzel: 68. Platz
Männer, Degen Mannschaft: 16. Platz
- Abdul Rahman Khalid
Männer, Degen Einzel: 66. Platz
Männer, Degen Mannschaft: 16. Platz

### Leichtathletik
- Abdullah al-Dosari
Männer, 3000 m Hindernis: in der 1. Runde ausgeschieden (9:10,85 min)
- Ahmed Hamada
Männer, 400 m Hürden: in der 1. Runde ausgeschieden (50,62 s)
- Khaled Ibrahim Jouma
Männer, 100 m: in der 1. Runde ausgeschieden (10,80 s)

### Moderner Fünfkampf
- Ahmed al-Doseri
Männer, Einzel: 46. Platz
Männer, Team: 15. Platz
- Saleh Sultan Faraj
Männer, Einzel: 47. Platz
Männer, Team: 15. Platz
- Abdul Rahman Khalid
Männer, Einzel: 51. Platz
Männer, Team: 15. Platz